# 天主教斯科普里教區
天主教斯科普里教區 （拉丁語：Dioecesis Scopiensis）是北马基顿的一個羅馬天主教教區，屬薩拉熱窩總教區。
教区範圍包括北马其顿全境，教座位於首都斯科普里。2011年有教友3,649人（估轄區人口0.2%）、兩個堂區、4名司鐸。現任教區主教為基羅·斯托揚諾夫 。
教區設於4世紀，稱為達爾達尼亞總教區，1656年易名為斯科普里總教區。1924年10月29日降格為教區。1969年10月2日普里茲倫教區併入，易名為斯科普里-普里茲倫教區。2000年5月24日普里茲倫署理區分出。